# UAE Tour
O UAE Tour é uma corrida por etapas profissional de ciclismo de estrada que se disputa nos Emirados Árabes Unidos desde o ano 2019.
A corrida nasce pela fusão das desaparecidas corridas Tour de Abu Dhabi e o Tour do Dubai que se realizavam no país emirati. Em associação do Conselho de Desportos de Abu Dhabi, o Conselho de Desportos de Dubai, e o organizador RCS Sport, companhia que organiza, entre outras, o Giro d'Italia. Nasceu esta nova corrida que tem por nome UAE Tour com início em Abu Dhabi e final em Dubai mantendo a categoria UCI WorldTour que ostentavá o Tour de Abu Dhabi.
A corrida faz parte do calendário UCI WorldTour (máxima categoria mundial) desde o ano 2019.

## Palmarés
| Ano  | Vencedor            | Segundo            | Terceiro        |
| ---- | ------------------- | ------------------ | --------------- |
| 2019 | Primož Roglič       | Alejandro Valverde | David Gaudu     |
| 2020 | Adam Yates          | Tadej Pogačar      | Alexey Lutsenko |
| 2021 | Tadej Pogačar       | Adam Yates         | João Almeida    |
| 2022 | Tadej Pogačar       | Adam Yates         | Pello Bilbao    |
| 2023 | Remco Evenepoel     | Luke Plapp         | Adam Yates      |
| 2024 | Lennert Van Eetvelt | Ben O'Connor       | Pello Bilbao    |
| 2025 | Tadej Pogačar       | Giulio Ciccone     | Pello Bilbao    |

## Outras classificações
| Anos | Geral ·                              | Pontos ·                             | Sprints ·                                    | Juventude classification ·          |
| ---- | ------------------------------------ | ------------------------------------ | -------------------------------------------- | ----------------------------------- |
| 2019 | Primož Roglič (Team Jumbo–Visma)     | Elia Viviani (Deceuninck–Quick-Step) | não atribuída                                | David Gaudu (Groupama-FDJ)          |
| 2020 | Adam Yates (Mitchelton–Scott)        | Caleb Ewan (Lotto Soudal)            | Veljko Stojnić (Vini Zabù–KTM)               | Tadej Pogačar (UAE Team Emirates)   |
| 2021 | Tadej Pogačar (UAE Team Emirates)    | David Dekker (Team Jumbo–Visma)      | Tony Gallopin (AG2R Citroën Team)            | Tadej Pogačar (UAE Team Emirates)   |
| 2022 | Tadej Pogačar (UAE Team Emirates)    | Jasper Philipsen (Alpecin-Fenix)     | Dmitry Strakhov (Gazprom–RusVelo)            | Tadej Pogačar (UAE Team Emirates)   |
| 2023 | Remco Evenepoel (Soudal Quick-Step)  | Tim Merlier (Soudal Quick-Step)      | Edward Planckaert (Alpecin-Deceuninck)       | Remco Evenepoel (Soudal Quick-Step) |
| 2024 | Lennert Van Eetvelt(Lotto–Dstny)     | Tim Merlier(Soudal Quick-Step)       | Mark Stewart(Team Corratec–Vini Fantini)     | Lennert Van Eetvelt(Lotto–Dstny)    |
| 2025 | Tadej Pogačar(UAE Team Emirates XRG) | Jonathan Milan(Lidl-Trek)            | Đorđe Đurić(Team Solution Tech–Vini Fantini) | Iván Romeo(Movistar Team)           |

## Palmarés por países
| País        | Vitórias | Último vencedor             |
| ----------- | -------- | --------------------------- |
| Eslovênia   | 4        | Tadej Pogačar em 2025       |
| Bélgica     | 2        | Lennert Van Eetvelt em 2024 |
| Reino Unido | 1        | Adam Yates em 2020          |

Em negrito corredores ativos.